# Vera Bergkamp
Vera Bergkamp, née le 1er juin 1971 à Amsterdam, est une femme politique néerlandaise. Membre du parti Démocrates 66 (D66), elle siège à la Seconde Chambre des États généraux de 2012 à 2023. Le 7 avril 2021, elle est élue à sa présidence.

## Biographie

### Jeunesse et études
Vera Bergkamp étudie l'administration publique et la science politique à l'université libre d'Amsterdam.

### Débuts de carrière
De 2008 à 2012, elle travaille en tant que directrice des ressources humaines pour la Sociale Verzekeringsbank (SVB), une autorité administrative indépendante responsable de l'administration, entre autres, de plusieurs programmes de l'État, comme l'épargne retraite et les allocations familiales. En outre, elle est présidente du COC Nederland, la plus ancienne organisation de défense des droits des LGBT au monde, de 2010 à 2012, lorsqu'elle est également conseillère de l'arrondissement d'Amsterdam-Centre pour les Démocrates 66.

### Mandats parlementaires
Élue représentante à la Seconde Chambre lors des élections législatives de 2012, elle est réélue en 2017 et 2021. Le 7 avril 2021, elle est élue présidente de la Seconde Chambre au premier tour de scrutin avec 74 voix sur un total de 139, face à la sortante Khadija Arib (PvdA) et Martin Bosma (PVV). Elle devient la première membre de son parti à accéder à la fonction.
En 2022, à l'occasion d'un débat parlementaire sur les orientations du quatrième cabinet de Mark Rutte, Vera Bergkamp, malgré les demandes de plusieurs représentants en ce sens, refuse de demander à Geert Wilders de modérer ses propos sur ce qu'il présente comme l'état du pays, suivis de plusieurs mises en cause personnelles, estimant que la présidence doit rester scrupuleusement neutre dans le cadre de ses prérogatives.

### Vie privée
Ouvertement lesbienne, elle réside à Amsterdam avec sa femme. Née d'une mère néerlandaise et d'un père marocain, elle adopte le nom de famille de sa mère à partir de l'âge de vingt ans.